# Jane Campion
Jane Campion (* 30. dubna 1954, Wellington, Nový Zéland) je původem novozélandská scenáristka, herečka a především známá režisérka. Její film Piano byl zařazen americkou národní společností kritiků mezi 100 nejzásadnějších filmů v dějinách.
Pro své zaměření na ženy v pozicích outsiderek brojících proti stereotypům a stavějícím se proti svým tradičním rolím, je Jane Campion řazena mezi feministické režisérky. Její filmy se vyznačují přímostí a nezdráháním se odhalovat v celé nahotě otázky, které často zůstávají v dílech jiných režisérů opomenuty nebo zcela skryty. Režisérka se zaměřuje na témata sexuality, rodinných vztahů a ženského postavení ve společnosti.
Dílo Jane Campion je významným přínosem z hlediska uměleckého i z hlediska ve filmu nevídaného pohledu na ženy a jejich postavení ve společnosti.

## Biografie
Jane Campion se narodila 30. dubna 1954 ve Wellingtonu na Novém Zélandu jako druhé ze tří dětí. Její matka byla herečka a spisovatelka, otec operní a divadelní ředitel. Oba její rodiče byli z druhé generace přistěhovalců na Nový Zéland.
Po ukončení studia antropologie na Victoria University ve Wellingtonu odjela Campion do Evropy, kde v Londýně navštěvovala Chelsea School of Arts. Ve studiu malířství pokračovala na Sydney Collage of Arts v Austrálii, kterou absolvovala v roce 1979. Počátkem 80. let vystudovala Australian School of Film and Television.

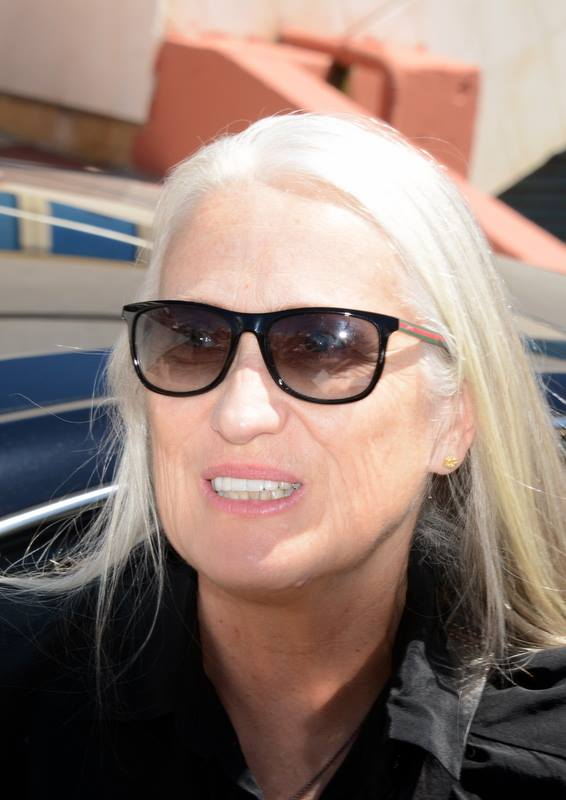
Jane Campion v Cannes (2014)

Režisérka natočila svůj první snímek již během svých studií. Její filmy vyvolaly zájem i bouřlivé diskuse, mnohé získaly národní či mezinárodní ocenění. Připojila se k organizaci australských filmařek Australia's Women's Film Unit. Za svůj vůbec nejúspěšnější film Piano získala Zlatou palmu v Cannes a stala se tak první ženou, které se tohoto prestižního ocenění dostalo. V roce 2007 Jane Campion působila na filmovém festivalu v Cannes jako členka poroty. V roce 1993 byla za film Piano, jako druhá žena v historii, nominována na Oscara v kategorii nejlepší režie (první byla v roce 1975 Lina Wertmüller za film Pasqualino Settebellezze). Režisérka obsadila ve svých dílech tři herečky, které byly za roli v jejím filmu navrženy na Oscara: Holly Hunter (nejlepší herečka, Piano (1993)), Anna Paquin (Nejlepší herečka ve vedlejší roli, Piano (1993)) a Barbara Hershey (nejlepší herečka ve vedlejší roli, Portrét dámy (1996)). Holly Hunter a Anna Paquin byly za své výkony ve filmu Piano nejen nominovány, ale skutečně ocenění získaly.
V roce 1992 se Jane Campion provdala za Colina Englerta, který spolupracoval na jejím filmu Piano jako pomocný režisér. Rok po svatbě se manželům narodil a po dvanácti dnech zemřel syn Jasper. V následujícím roce se jim narodila dcera Alice.
V současnosti je Jane Campion rozvedená, žije a pracuje v australském Sydney.

## Dílo
Dílo Jane Campion pojednává především o ženách, které formují svoji identitu a hledají vlastní místo ve světě. Zároveň bojují s předsudky a rolemi, které jsou jim připsané společností ovládané do značné míry muži. Filmy jsou netradičně vyprávěny z ženské perspektivy, která umožňuje hluboký vhled do psychiky hrdinek. Filmy často ukazují i to, co se v ostatních filmech zásadně neobjevuje, například menstruační krev (film An Angel at my Table), násilí v rodině (film a Girl's own story), problémy žen ve viktoriánské době vymočit se v šatech vyztužených pevnými kruhy (film The Piano). Mužské postavy jsou muži obyčejní, chybující, lidští, mající své slabosti. Jejich síla, kterou často získali jen díky dědičnému patriarchátu, je neoddělitelná od jejich obav, bezmocnosti a zranitelnosti. Filmy jsou kromě zajímavé narativní roviny také vizuálně bohaté, jsou obrazotvorné a zvukově komplexní. Je v nich dobře rozpoznatelné autorčino výtvarné vzdělání zaměřené na surrealismus.
Jane Campion začala studovat filmovou školu až v roce 1981 a ve stejném roce vznikl její první snímek Tissues. Jedná se o krátký film o rodině otce uvězněného za zneužívání dětí. Téma dysfunkčních rodin je charakteristické pro její filmy, které vznikaly za doby studií. V té době vzniká také snímek Peel, za který Campion dostala ocenění v kategorii krátkých snímků na festivalu v Cannes a další jako Passionless Moments, Girls Own Story nebo After Hours.
Za první celovečerní film je pokládán její snímek Sweetie (1989), který natočila spolu s kameramankou Sally Bongers. Ta se stala tímto počinem první ženou za kamerou, která natočila celovečerní film. Sweetie vypráví o dvou sestrách. Starší Kay je odtažitá, bojí se stromů a vybere si muže podle věštby z čajových lístků. Mladší Sweetie je psychicky narušená, své okolí citově vydírá a chce být v centru pozornosti. Rodiče její duševní poruchu přehlížejí a stále jí vnímají jako roztomilé děvčátko, jejich drahouška. Její chování má však nakonec fatální následky. Příběh je vyprávěn z pozice starší sestry, je vykreslen značně naturalisticky a syrově, což mělo za následek rozpolcenost publika - část diváků film miluje, část jej považuje za příliš drsný, až nechutný.
Dalším významným snímkem je Anděl u mého stolu (An Angel At My Table (1990)). V tomto díle Jane Campion zpracovala autobiografii novozélandské spisovatelky Jane Frame, jejíž odlišnost způsobila, že byla diagnostikována jako schizofrenička a byla zavřená na osm let do ústavu. Campion zde rozvíjí téma izolace uvnitř společnosti ve spojení s touhou někam patřit. Ukazuje nejasnou hranici mezi normalitou a šílenstvím a rozdíl mezi hodnocením společnosti a vnitřním pojetím. Film je rozdělen do tří částí, resp. období života. V každé z částí hraje spisovatelku jiná herečka.
Stále však zůstávala Campion spíše tvůrkyní filmů pro filmové „fajnšmekry“. Do širšího diváckého povědomí se dostává v roce 1993 díky svému dalšímu celovečernímu filmu Piano (The Piano (1993)). Za tento film získala režisérka Oscara za nejlepší scénář a Zlatou palmu za nejlepší snímek v Cannes. Vznikají nicméně diskuze o tom, do jaké míry byla při tvorbě filmu režisérka omezována ve vyjádření svého názoru v plné míře. Vzhledem k prostředkům, které na film byly vynaloženy, se spekuluje, že v zájmu větší sledovanosti filmu musela autorka značně otupit její obvyklé feministické hledisko. Film je zasazen do 19. století a vypráví příběh Ady, která s dcerou Florou a svým pianem přijíždí na Nový Zéland za domluveným sňatkem s neznámým mužem. Ada od svých šesti let mlčí a promlouvá prostřednictvím hry na piano. Její nový manžel odmítne vzít piano k sobě domů. Piano odkoupí Baines, který ho postupně Adě za její povolnost odprodává zpět. Ada tak nachází svoji tělesnost a ženskou sexualitu. Když to její manžel zjistí, usekne jí prst a nakonec se s ní rozejde. Ada odjíždí a loučí se také se svým pianem. Film je sice zasazen velmi příznačně do 19. století, tedy do doby, kdy ženská sexualita i svoboda byly potlačovány, ale zároveň se v té době začala v ženách probouzet revolta proti této nevyrovnané situaci. Hlavní hrdinka vyniká vlastnostmi příznačnými spíše pro ženy současnosti a to jí dovoluje překročit omezení tehdejší doby. Piano bylo velmi nadšeně přijato kritikou i diváky.
Naopak další film autorky Portrét dámy (The Portrait of a Lady (1996)) se s nadšenými ohlasy nesetkal. Jedná se o životní příběh Američanky Isabel, která odcestuje do Evropy, kde nejprve odmítá několik mužů, aby se nakonec nechala manipulovat svojí přítelkyní a později sobeckým a povrchním Gilbertem, za kterého se provdá. Campion zde popisuje podivnou touhu žen podlehnout muži, který se může stát i jejich záhubou. Je zde nastíněn motiv svobody v novém slova smyslu, svobody podlehnout třeba i zlu, je-li to vaší volbou.
Ve filmu Jako dým (Holy Smoke (1999)) se mladá Australanka Ruth dostává v Indii do kontaktu se spirituálním učením, které ji velmi ovlivní. Její konzervativní rodiče jsou tím zděšeni, a proto podvodem dosáhnou jejího návratu zpět do vlasti. Zde najmou odborníka na sekty, stárnoucího P.J. Waterse, který jí má obrátit zpět k „normálnímu“ životu. P.J. se snaží rozložit její víru, ale Ruth ho začíná sexuálně přitahovat. Dívka přistoupí na jeho hru a svede ho, neboť v jeho touze vidí možnost, jak nad ním zvítězit. Ruth učí Waterse líbat a učí ho i sexu, čímž bourá jeho identitu založenou na machismu. Campion zde vykresluje příběh stárnoucího muže, který nemá mladé dívce čím imponovat, ani psychicky, ani fyzicky.
Piková trojka (In The Cut (2003)) vypráví o Frannie, která během vyšetřování vraždy mladé ženy naváže sexuální vztah s hlavním vyšetřovatelem Malloyem. Kromě vášně v ní postupně muž vyvolává také podezření, že je pachatelem vyšetřované vraždy. Od Malloye jednou v noci uteče a dostane se do rukou skutečnému pachateli. Podaří se jí uniknout jen o vlásek. Film zachycuje chování mezi mužem a ženou a vzájemnou otevřenost dvou lidí. Frannie, která byla doposud ostražitá k navazování vztahů a byla zklamaná láskou, v novém vztahu objevuje svoji sexuální touhu, ale zároveň bojuje se svým studem a strachem. Malloy je ohromen Franninou nevinností a ona naopak jeho sexuální přímočarostí.

## Režírované filmy
- 1981 - Tissues
- 1982 - Peel
- 1983 - Passionless Moments
- 1984 - A Girl's Own Story
- 1984 - After Hours
- 1986 - Two Friends
- 1989 - Sweetie
- 1990 - An Angel At My Table (Anděl u mého stolu)
- 1993 - The Piano
- 1996 - Portrair of a Lady (Portrét dámy)
- 1999 - Holy Smoke (Jako dým)
- 2003 - In The Cut (Piková trojka)
- 2006 - The Water Diary
- 2009 - Bright Star
- 2013-2017 - Top of the Lake (televizní série)
- 2021 - Síla psa (The Power of the Dog), v hlavních rolích: Benedict Cumberbatch, Kirsten Dunst, Jesse Plemons, Kodi Smit-McPhee. Film obdržel Oscara za nejlepší režii[1] a na dalších 11 Oscarů byl nominován. Dále obdržel tři ceny Golden Globe (nejlepší film - drama, nejlepší herec ve vedlejší roli - Kodi Smit-McPhee a nejlepší režie)[2] a řadu dalších ocenění.[3]

## Vyznamenání
- Řád za zásluhy Nového Zélandu – 31. prosince 2015 – za služby filmu[4][5]